# Гардер, Христофор
Христофор Гардер (6 декабря 1747, Кёнигсберг — 28 июля 1818) — латышский писатель

, переводчик, издатель и пастор.

## Биография
Христофор Гардер родился 6 декабря 1747 года в городе Кёнигсберге. Получил образование в Германии, в коллегии Фридриха, и Кенигсбергском университете (1764—1767).
В 1772 году Гардер получил место пастора в Папендорфе, близ Вольмара, в Лифляндии, а в 1806 году был назначен пробстом в Вольмар.
В 1816 году он был освобождён по собственному прошению от должности пробста в силу преклонного возраста, а в 1817 году передал приемнику и обязанности проповедника.
Гардер был в свое время довольно видным исследователем и знатоком латышского языка; он, среди прочего, издавал на нём букварь и календари. Свои сочинения он печатал большей частью сам на ручном типографском станке. Известно 22 изданные им книги, из которых 19 написаны на латышском языке; примечательно, что некоторые из них не только являлись первыми книгами на латышском по какой-либо тематике, но и то, что в них использовались термины (например математические) введённые самим Гарднером, так как их анаогов в латышском языке на тот момент не существовало (яркий пример: «Книга арифметики, писанная не для всех глупых, а только для пользы тех, кто уважает мудрость и светлый ум»).
В 1804 году ему был поручен перевод на латышский язык нового Положения о лифляндских крестьянах, и за исполнение этого поручения, а также за литературные труды ему была назначена пенсию. Список его трудов напечатан в Словаре Рекке и Напиерского.
Христофор Гардер скончался 16 августа 1818 года.